# Mesocapromys sanfelipensis
Mesocapromys sanfelipensis és una espècie de mamífer rosegador de família Capromyidae, endèmica de Cuba.

## Característiques
M. sanfelipensis és exteriorment molt semblant a Capromys, però el seu colorit és una mica més fosc i a la cua no té els pèls blancs laterals que distingeixen l'altre animal. La seva talla és també gairebé igual, assoleix 250 mm de llargada. L'àrea geogràfica en què estan confinades presenta una població molt limitada.

## Hàbitat
Es localitzen al cayo Juan García, al sud de La Coloma; fins ara sol més ha sigut trobada en aquesta localitat, pertanyent al microarxipèlag de San Felipe, a l'oest de l'illa de la Juventud.

## Reproducció
Se'n sap molt poc, però com gairebé tots els mamífers és vivípar, i la femella pareix entre dues i quatre cries després d'un període de gestació generalment curt.

## Alimentació
La seva dieta es basa en substàncies vegetals que li serveixen de nutrició. Entre altres, ingereix escorça dels manglars, rebrots, arrels tendres i fruits. Generalment beu l'aigua de la pluja, però es considera que no en són grans consumidors, car als indrets on viu predomina l'aigua salada.